# Abaciscus paucisignata
Abaciscus paucisignata là một loài bướm đêm thuộc họ Geometridae. Nó được Warren miêu tả năm 1899. Nó được tìm thấy ở bán đảo Mã Lai và Borneo.